# Чорний мис
45°35′03″ пн. ш. 32°49′15″ сх. д. / 45.58417° пн. ш. 32.82083° сх. д.
Чорний мис (крим. Qara Burun) — мис на заході Криму на території Євпаторійського району Автономної Республіки Крим (Україна).

## Короткий опис
Виступає в Каркинітську затоку Чорного моря. Розташований на захід від села Ярилгач (Міжводне).
Берегова лінія мису з боку Каркінітської затоки стрімчаста абразивного типу, з боку Ярилгацької бухти — полога (кам'яниста).
На мисі розташований маяк — створний навігаційний знак, заснований 1939 року.
Мис оточує поле з однорічною трав'яною рослинністю без доріг з твердим покриттям.